# União das Freguesias de São Pedro de Alva e São Paio de Mondego
União das Freguesias de São Pedro de Alva e São Paio de Mondego, kurz São Pedro de Alva e São Paio de Mondego, ist eine portugiesische Gemeinde (Freguesia) im Kreis (Concelho) von Penacova. Sie umfasst eine Fläche von 37,11 km² und hat 1818 Einwohner (Stand nach Zahlen von 2011).
Die Gemeinde entstand im Zuge der kommunalen Neuordnung Portugals am 29. September 2013, als Zusammenschluss der bisherigen Gemeinden São Pedro de Alva und São Paio de Mondego. Sitz der neuen Gemeinde wurde São Pedro de Alva.